# Muir Burn
Der Muir Burn ist ein Wasserlauf in Dumfries and Galloway und Scottish Borders, Schottland. Er entsteht aus dem Zusammenfluss des Pow Gill, Haw Gill, Long Sike und Rae Gill am Ostrand des Tinnisburn Forest westlich des Greena Hill. Er fließt in südlicher Richtung bis zu seiner Mündung in das Liddel Water.